# Documenti papali contro la massoneria e le società segrete
Il 24 giugno 1717, quattro logge massoniche esistenti da tempo si riunirono a Londra per formare la prima Gran Loggia massonica, la Prima Gran Loggia d'Inghilterra. 
La rapida diffusione della Massoneria provocò presto critiche e numerosi divieti sia da parte della Chiesa cattolica che dello Stato. Ad esempio, la massoneria fu vietata nel Regno di Napoli nel 1731, in Polonia nel 1734, nella Repubblica delle Sette Province Unite nel 1735, in Francia nel 1737, a Ginevra, ad Amburgo, in Svezia e dall'imperatore Carlo VI nei Paesi Bassi austriaci nel 1738 e a Firenze nel 1739.
I documenti papali promulgati sotto forma di bolle, lettere apostoliche, brevi o enclicliche sono attestati a partire dal XVIII secolo..
La tabella seguente contiene gli atti papali e i pronunciamenti della Chiesa cattolica contro la massoneria e le società segrete:
| N°. | Forma/Nome | Papa              | Data              | Argomento |
| --- | --- | ----------------- | ----------------- | --- |
| 1   | Bolla papale In eminenti apostolatus specula                                                                          | Clemente XII      | 28 aprile 1738    | Condanna della massoneria |
| 2   | Bolla papale Providas Romanorum                                                                                       | Benedetto XIV     | 18 maggio 1751    | Contro la Massoneria |
| 3   | Bolla papale Ecclesiam a Jesu Christo                                                                                 | Pio VII           | 13 settembre 1821 | Scomunica per i seguaci della massoneria |
| 4   | Bolla papale Quo graviora                                                                                             | Leone XII         | 13 marzo 1826     | Contro le società segrete |
| 5   | Enciclica Traditi humilitati nostrae                                                                                  | Pio VIII          | 21 maggio 1829    | Il programma del suo pontificato e contro le società traditrici |
| 6   | Breve Litteris altro abhinc                                                                                           | Pio VIII          | 25 marzo 1830     | Sull'obbligo di educazione cattolica della prole nel sacramento sponsale |
| 7   | Enciclica Mirari vos                                                                                                  | Gregorio XVI      | 15 agosto 1832    | Sul liberalismo e l'indifferentismo religioso che è una delle accuse spesso rivolte alla massoneria nei testi papali. Il documento è considerato antimassonico da alcune fonti cattoliche. |
| 8   | Enciclica Qui pluribus                                                                                                | Pio IX            | 9 novembre 1846   | Enciclica inaugurale con il programma del suo pontificato. Questo documento, pur non menzionando direttamente la Massoneria o qualsiasi persona o gruppo nominale, è critico nei confronti di coloro che precedenti documenti papali hanno associato alla massoneria ed è considerato antimassonico da alcune fonti cattoliche.. |
| 9   | Lettera apostolica Quibus quantisque malis                                                                            | Pio IX            | 20 aprile 1849    | Sugli sviluppi in Italia e le macchinazioni delle società segrete |
| 10  | Enciclica Quanta cura                                                                                                 | Pio IX            | 8 dicembre 1864   | Contro la libertà religiosa |
| 11  | Lettera apostolica Multiplices inter                                                                                  | Pio IX            | 25 settembre 1865 | Contro le società segrete e la massoneria |
| 12  | Bolla papale Apostolicae Sedis moderationi                                                                            | Pio IX            | 12 ottobre 1869   | La riorganizzazione del diritto canonico e il problema della massoneria |
| 13  | Enciclica Etsi multa luctuosa                                                                                         | Pio IX            | 21 novembre 1873  | La Chiesa in Italia, Germania e Svizzera |
| 14  | Enciclica Etsi nos | Leone XIII        | 15 febbraio 1882  | Sulla situazione in Italia e contro la massoneria |
| 15  | Enciclica Humanum genus                                                                                               | Leone XIII        | 20 aprile 1884    | Condanna della massoneria |
| 16  | Enciclica Officio Sanctissimo                                                                                         | Leone XIII        | 22 dicembre 1887  | Situazione della Chiesa in Baviera |
| 17  | Enciclica Dall'alto dell'Apostolico Seggio                                                                            | Leone XIII        | 15 ottobre 1890   | La massoneria in Italia |
| 18  | Enciclica Custodi di quella fede                                                                                      | Leone XIII        | 8 dicembre 1892   | Sulla massoneria |
| 19  | Enciclica Inimica vis                                                                                                 | Leone XIII        | 8 dicembre 1892   | Sulla massoneria |
| 20  | Lettera apostolica Praeclara gratulationis publicae                                                                   | Leone XIII        | 20 giugno 1894    | Unità nella fede |
| 21  | Lettera apostolica Annum ingressi sumus                                                                               | Leone XIII        | 19 marzo 1902     | Nel 25º anniversario del suo pontificato (testamento spirituale) |
| 22  | Congregazione per la dottrina della fede, Dichiarazione circa l'appartenenza dei cattolici ad associazioni massoniche | Giovanni Paolo II | 19 luglio 1974    | Giudizio della Chiesa sulla massoneria |
| 23  | Congregazione per la dottrina della fede, Dichiarazione sulla massoneria                                              | Giovanni Paolo II | 26 novembre 1983  | Giudizio della Chiesa sulla massoneria |